# Djakonica
Djakonica (ros. Дьяконица) – wieś w Rosji, w rejonie szeksnińkim obwodu wołogodzkiego. W 2010 r. liczyła 2 mieszkańców.